# Beorna

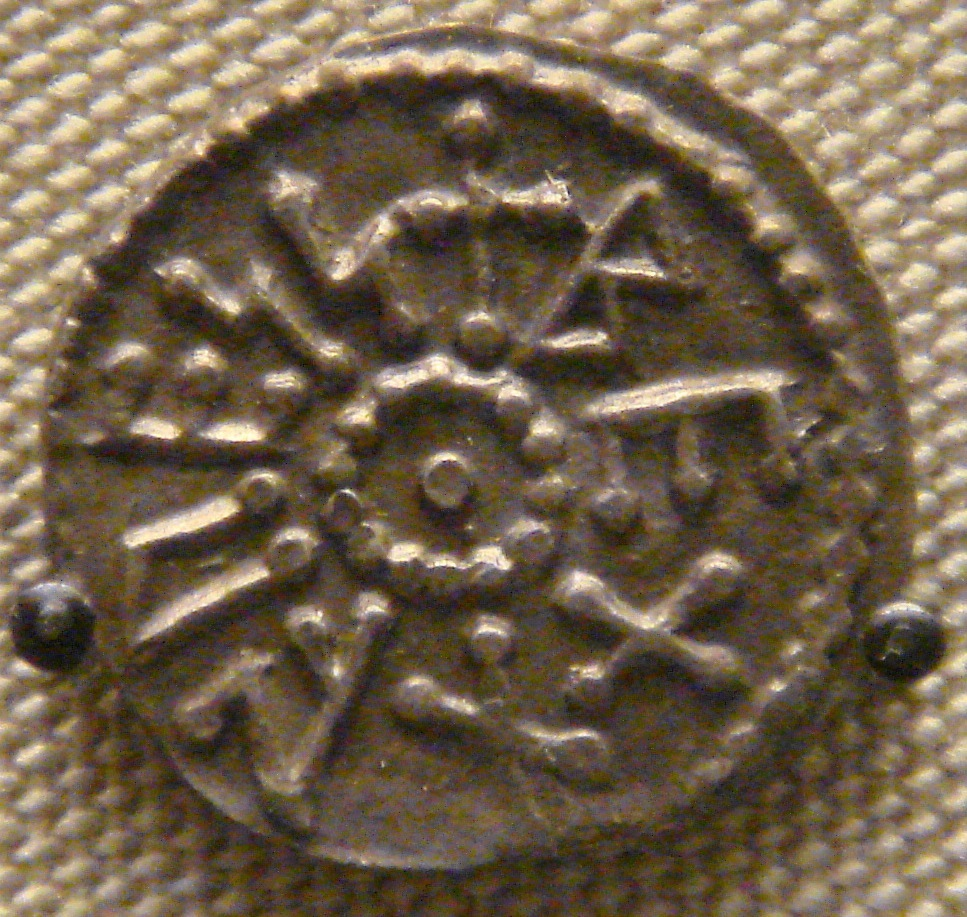
Münze von Beorna

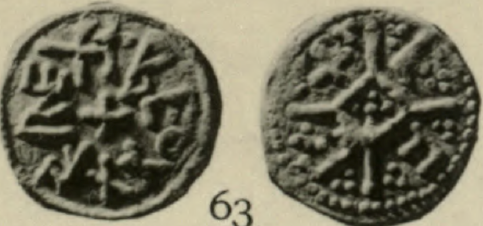
Sceat von Beorna: BEON[N]A REX und EFE

Beorna (auch: Beonna, Beanna oder Bynna) war ein König des angelsächsischen Königreichs East Anglia um die Mitte des 8. Jahrhunderts.

## Leben
Mit Ælfwalds Tod im Jahr 749 erlosch die Dynastie der Wuffinger. Das Königreich wurde zwischen Hunbeanna und Alberht aufgeteilt. Nach anderer Auffassung folgten auf Ælfwald die drei gemeinsam herrschenden Könige Hun, Beorna und Æthelberht I., von denen jedoch nur Beorna und Æthelberht durch Münzfunde zweifelsfrei als Könige belegt sind.
Zu Beornas Leben wurden keine zeitgenössischen Berichte überliefert. Auch das archäologische Fundmaterial war spärlich bis Anfang der 1980er Jahre die Hortfunde von Middle Harling (Norfolk), Barham (Suffolk) und Burrow Hill (Suffolk) über 50 Münzen Beornas zu Tage brachten. Mindestens drei Münzmeister, Efe, Werferth und Wilred, waren für Beorna tätig. Eine der Münzstätten war in Ipswich, das sich zu einem blühenden Handelszentrum entwickelte. Im Jahr 758 wurde nur noch Beorna als König genannt. Beorna ließ bis um 760 eigene Münzen prägen. Etwa zu dieser Zeit geriet das Königreich East Anglia unter die Herrschaft des Königs Offa von Mercien. Æthelred I. wurde Beornas Nachfolger als König.